# 情報高等学校
情報高等学校（じょうほうこうとうがっこう）とは、主に情報処理についての専門技術や知識を習得するための高等学校のこと。「情報に関する学科」を設置するものと「工業に関する学科」や「商業に関する学科」として類似の学科を設置するものなどに分かれる。なお、本項目では学校名に「情報」を含む高等学校についてのみ記述する。

## 概要
文部科学省学校基本調査の「高等学校及び中等教育学校（後期課程）の学科コード表」には、次の学科が示されている。ただし、「情報に関する学科」は平成16年の高等学校設置基準の改正から、専門教科「情報」も平成11年の高等学校学習指導要領の改訂から導入されたものであり、それ以前から情報高等学校を称している学校で設置している例は少ない。
- 720 情報に関する学科
  - 721 情報システム設計・管理関係……情報システム科，情報管理科，情報科学科，情報科，システムメディア科，情報処理科
  - 722 マルチメディア関係……マルチメディア科，情報デザイン科

また、同表によると工業高等学校や商業高等学校にも次のように類似の学科が存在しているが、これらに区分される学科を設置する学校が情報高等学校を称している場合がある。具体的なカリキュラムはそれぞれの対象とする職種の専門科目と関連するように調整されている。
- 300 工業に関する学科
  - 307 情報技術関係……情報処理科，情報科学科，情報システム科
  - 319 デザイン関係……情報デザイン科
- 400 商業に関する学科
  - 404 情報処理関係……情報処理科，情報科，情報科学科，情報システム科，情報管理科，情報デザイン科
- 600 家庭に関する学科
  - 602 被服関係……情報デザイン科

普通科を基盤とする高等学校の場合はコード850内の学科設置となるが、専門教科「理数」を中心に教育課程が編成されている場合（新潟県立国際情報高等学校の情報科学科など）もある。
- 800 その他の専門教育を施す学科
  - 850 その他……情報システム科, 情報科学科

## 情報高等学校の例

### 情報に関する学科を設置しているもの
専門教科「情報」を中心に履修する専門教育を主とする学科を設置しているもの。
- 千葉県立柏の葉高等学校（情報理数科）

- 奈良情報商業高等学校（現 奈良県立商業高等学校）（総合情報科）- 2019年度入学者選抜より総合情報科の募集を停止

### 工業に関する学科を設置しているもの
専門教科「工業」を中心に履修する専門教育を主とする学科を設置しているもの。
- 北海道札幌国際情報高等学校（情報技術科）
- 福島県立清陵情報高等学校（情報電子科）
- 大分県立情報科学高等学校（情報電子科）
- 大分国際情報高等学校（情報通信科、情報電子科）
- 鹿児島情報高等学校（マルチメディア科、情報システム科）

### 商業に関する学科を設置しているもの
専門教科「商業」を中心に履修する専門教育を主とする学科を設置しているもの。
- 北海道札幌国際情報高等学校（情報システム科、流通サービス科）
- 秋田県立大館国際情報学院高等学校（国際情報科）
- 福島県立清陵情報高等学校（情報処理科、情報会計科）
- 島根県立情報科学高等学校（情報システム科、情報処理科、マルチメディア科）
- 大分県立情報科学高等学校（情報管理科、情報経営科）
- 鹿児島情報高等学校（情報処理科）

### その他
- 新潟県立国際情報高等学校（情報科学科（専門教科「理数」及び「情報科学」を履修））
- 滋賀県立国際情報高等学校（総合学科において情報テクノロジー系列などを履修）

## 備考
- 情報高等学校以外の学校に「情報に関する学科」が設置されている場合がある。長崎県立諫早商業高等学校の情報科は、専門教科「情報」を中心に教育課程が編成されている。
- 通信制高校でも、認可上は普通科高校ながら、コードアカデミー高校やN高等学校のようにプログラミング教育を特色とした高校が設置されている。